# Opolski Pułk Powstańczy
Opolski Pułk Powstańczy – oddział powstańczy z pierwszych dni III powstania śląskiego.
W kwietniu 1921 roku w związku z przygotowaniami do wybuchu III powstania śląskiego opolski inspektorat Polskiej Organizacji Wojskowej Górnego Śląska przystąpił do formowania oddziału bojowego. 
W dniu 2 maja 1921 roku nastąpiła koncentracja oddziału, który przybrał nazwę Opolskiego Pułku Powstańczego, a jego dowódcą został komendant POW Górnego Śląska w Opolu Teodor Mańczyk. Powstańcy zgrupowali się w kilku miejscowościach: Szczedrzyku – z Popielowa, Siołkowic, Chróścic, Brynicy, Czarnowąsów, Węgrów, Turawy i Schodni; Krasiejowie – z Antoniowa i Krzyżowej Doliny; Groszowicach i Malinie z pozostałych miejscowości. 
Po zakończeniu koncentracji pułk wyruszył w kierunku Ozimka. W dniu 3 maja o godz. 6.00 kompanie Alojzego Krawczyka i Franciszka Kurpierza rozpoczęły atak na Ozimek oraz hutę Königliche Malapanehütte zdobywając je. Pomimo kilkakrotnie wznawianych ataków wojsk niemieckich z rejonu Grodźca pułku utrzymał kontrolę nad miastem i hutą, zmuszając przy tym Niemców do odwrotu.
W dniu 4 maja wskutek interwencji aliantów pułk opuścił Ozimek i skierował się do Dobrodzienia. Gdzie poddany został reorganizacji, wchodząc w skład Podgrupy "Linke", w składzie której z powstańców pułku utworzono 2 bataliony w składzie po trzy kompanie. Po uzupełnieniu Podgrupy "Linke" innymi oddziałami z powiatu lublinieckiego, została ona przemianowana w 9 Lubliniecko-Opolski Pułk Piechoty.